# The Case of the Howling Dog
The Case of the Howling Dog est un film américain réalisé par Alan Crosland et sorti en 1934. C'est une adaptation d'un roman d'Erle Stanley Gardner.

## Fiche technique
- Réalisation : Alan Crosland
- Scénario : Ben Markson d'après The Case of the Howling Dog d'Erle Stanley Gardner
- Producteur : Sam Bischoff
- Photographie :  William Rees
- Montage : James Gibbon
- Musique : Bernhard Kaun
- Production : First National Pictures
- Distributeur : Warner Bros. Pictures
- Durée : 75 minutes
- Date de sortie : 22 septembre 1934

## Distribution
- Warren William : Perry Mason
- Mary Astor : Bessie Foley

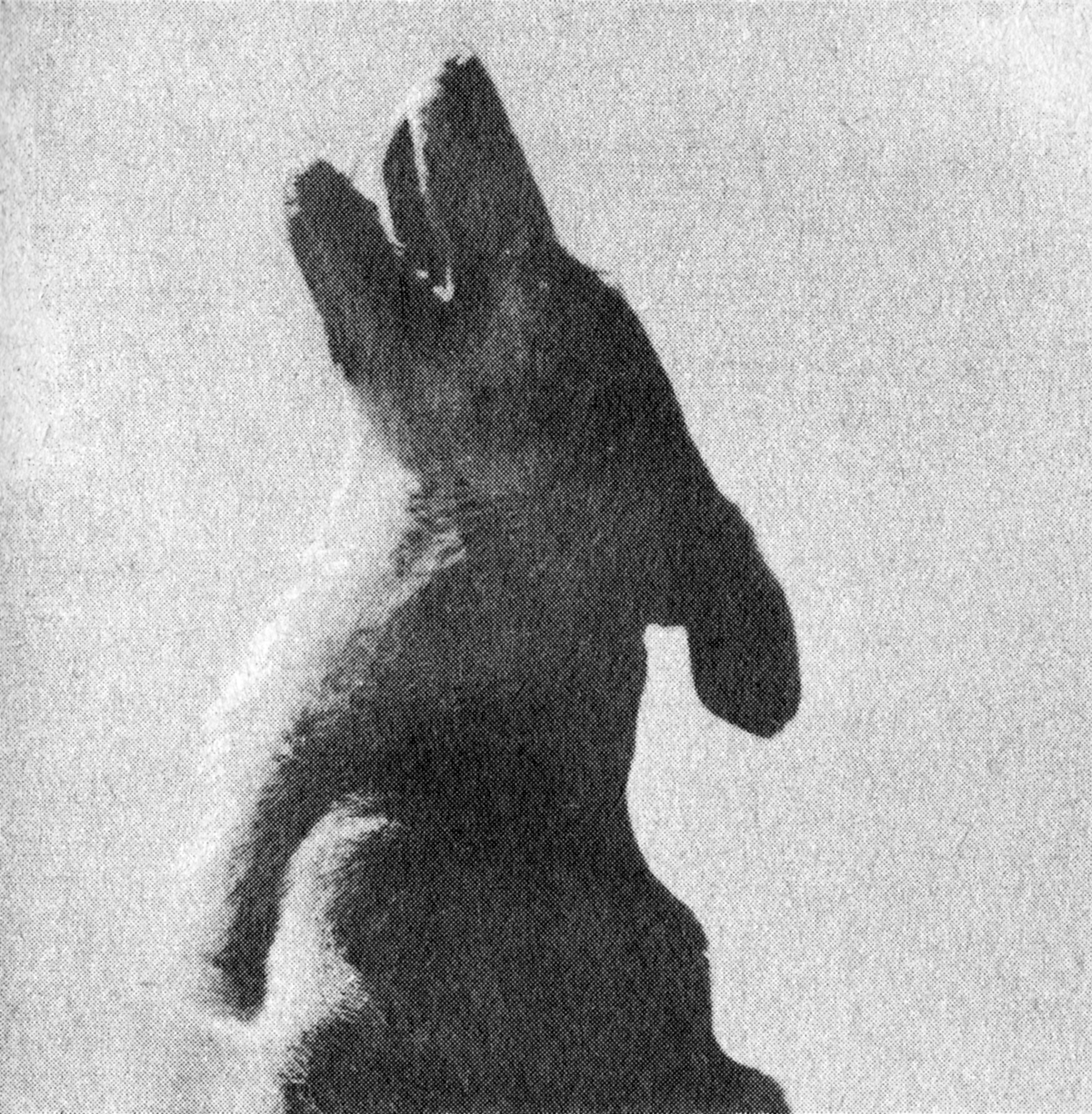
Le chien Lightning, photo promotionnelle pour le film.

- Gordon Westcott : Arthur Cartwright
- Allen Jenkins : Detective Sergent Holcomb
- Grant Mitchell : District Attorney Claude Drumm
- Helen Trenholme : Della Street
- Helen Lowell : Elizabeth Walker, Cartwright's Housekeeper
- Dorothy Tree : Lucy Benton
- Harry Tyler : Sam Martin, Taxi Driver
- Arthur Aylesworth : Sheriff Bill Pemberton
- Russell Hicks : Clinton Foley
- Frank Reicher : Dr. Carl Cooper
- Addison Richards : Judge Markham
- James P. Burtis : George Dobbs
- Eddie Shubert : Edgar 'Ed' Wheeler
- Harry Seymour : David Clark
- Lightning : Prince[1]